# Critérium de Sévignac
Le Critérium de Sévignac (Côtes-d'Armor) est une ancienne course cycliste bretonne. Elle se disputa de 1963 à 1971.

## Histoire
Organisé par l'Union Cycliste de Lamballe, le critérium se déroulait au mois d'avril.
Les premières éditions de l'épreuve furent animées par le speaker Mario Cotti.

## Circuit
La course se déroulait sur le sélectif circuit de Guitternel.

## Palmarès
| Année | Vainqueur         | Deuxième          | Troisième       |
| ----- | ----------------- | ----------------- | --------------- |
| 1963  | Simon Le Borgne   | François Le Bihan | François Le Her |
| 1964  | André Le Dissez   | Georges Groussard | André Mériaux   |
| 1965  | Jean-Louis Bodin  | Pierre Beuffeuil  | Camille Le Menn |
| 1966  | Désiré Letort     | Seamus Elliott    | Marcel Flochlay |
| 1967  | Désiré Letort     | Jean-Louis Bodin  | Raymond Delisle |
| 1968  | Julio Jiménez     | Fernand Etter     | Désiré Letort   |
| 1969  | Anatole Novak     | François Hamon    | André Desvages  |
| 1970  | Francois Le Bihan | Charles Turpin    | Daniel Denecé   |
| 1971  | Francois Le Bihan | Claude Mazeaud    | Serge Guillaume |